# Comune di Højreby
Il comune di Højreby fino al 1º gennaio 2007 è stato un comune danese situato nella contea dello Storstrøm, il comune aveva una popolazione di 4 020 abitanti (2006) e una superficie di 128 km². Capoluogo era la cittadina di Søllested.
Dal 1º gennaio 2007, con l'entrata in vigore della riforma amministrativa, il comune è stato soppresso e accorpato ai comuni di 
Holeby, Maribo, Nakskov, Ravnsborg, Rudbjerg e Rødby per dare luogo al neo-costituito comune di Lolland compreso nella regione della Selandia.